# 第二次宦官時代
第二次宦官時代，指唐朝的宦官干政時期，從唐玄宗天寶十四年（755年）發生安史之亂，太子李亨在馬嵬驛（今陝西興平西）奪權開始，到天復三年（903年）朱全忠（即日後的梁太祖朱晃）發動宮廷政變結束，順手把全國宦官，屠殺淨光，史載：「冤號之聲，徹於內外」，第二次宦官時代結束，歷時149年。唐代宦官在永贞元年（805年）以后，才真正干预储位，成为储君册立和储位之争的主角。

## 起源
唐朝初年不斷的开疆拓土，漠北和西域相断归入中国的版图，为了统治新开辟的疆土和对外保持进攻态势，唐朝在边境上设立了十個藩镇，藩镇司令官称為“节度使”。节度使最初只管军事，后来为了提高军队的机动性和战斗力，节度使還可以就近征兵筹饷，逐渐掌握了军区内的财政和行政权力，形成獨立王國。天寶十四年（755年），范阳军区节度使安禄山被杨国忠逼反，率領十七万大軍南下，攻陷唐國都洛阳、长安，唐玄宗逃往四川，太子李亨在馬嵬驛兵變奪權，殺死楊國忠、逼死楊貴妃。唐玄宗父子分道揚鑣，太子李亨前往西北五百公里外的宁夏灵武繼位，是為唐肅宗。
唐朝宦官在亂世中對皇帝的效忠，使他們成為皇帝倚重、與朝官系統（南衙）對立運作的北司，以中使的身份干預國政，開宦官總理機要事務（樞密院、宣徽院）之始。
馬嵬驛奪權後，擁立肅宗的太監李輔國有功，因此受到重用，擔任天下兵馬大元帥府行軍司馬，成為宦官掌軍之始。安史之亂平定後，中央政府為了加強對地方的控制，設置樞密使，以宦官出任，宦官可與藩鎮勾結。李輔國、程元振後來又擁李豫為代宗，是唐朝第一個完全因宦官的擁立而登基的皇帝。宦官鱼朝恩更被委以观军容宣慰处置史，统领禁兵。自此宦官多次奪取拥立皇帝之大權，成為唐代宦官專政的開始。宦官仇士良先后杀四宰相、二王、一妃，仍然善终。

## 尾聲
900年，宦官刘季述、王仲先废黜唐昭宗李晔，立他的儿子李𥙿为帝，刘季述、王仲先被将军孙德昭所杀。901年，宦官韩全诲强迫唐昭宗李晔投奔凤翔，朱温围攻凤翔。二年後李茂贞杀韩全诲、张彦弘，跟朱温和解，送唐昭宗回长安。朱温迎唐昭宗回长安时，昭宗假装鞋带脱落，对朱温说：“全忠为吾系鞋。”朱温只得跪下为昭宗系鞋。這時昭宗囑意左右擒朱温而杀之，但左右竟然没有一个敢动手的。天復三年（903年）朱溫在皇宫內大殺宦官五千餘人，朱温也逼唐昭宗下令，派往各军区担任监军的宦官，一律就地处决，但藩鎮並沒有奉令行事，因此五代十國時期仍有唐末宦官干政的餘波，不過遠不如唐朝慘烈。至此唐朝的宦官勢力才消失，唐哀帝亦成为多年来首位非宦官所立的皇帝，然而唐朝不久亦為朱溫所篡而滅亡。

## 皇位继承
唐代宦官真正干预储君或君主即位应在德宗（805年）朝以后，贞元以后的储君即位才真正成为禁中事。当然，对唐德宗以后的储君即位，亦不能一概而论。《旧唐书·宦官传》序所云贞元之后，宦官威权日炽，“万机之与夺任情，九重之废立由己”一说值得商榷，需要细加分辨。另外，绝大多数唐朝皇帝也不是由宦官废掉的，这里有几点需注意：
- 第一，至少在文宗朝（826年）以前，宦官尚不能名正言顺地干预储君即位。顺宗至敬宗（805年—826年）朝的储君即位基本上还是按照君主的意志进行的。因此，不能因为宦官干预储位而忽视君主对储位的决策权。该阶段宦官对储位的作用和影响一般表现为参与储君册立、保护储君顺利登基以获得更大的权势。[4]
- 第二，文宗至宣宗（826年—859年）朝，宦官主要是借君主病重丧失行为能力或死亡之机，通过篡改诏令的方式达到干预储位的目的。[4]
- 第三，懿宗（873年）朝以后，宦官才真正代替君主决定储君人选，而君主则完全放弃了立储权。[4]

### 穆宗、敬宗
唐穆宗（820年—824年）为神策军护军中尉梁守谦和诸位宦官马进潭、刘承偕、韦元素、王守澄等所册立。在立帝的问题上，折射了宦官集团内部权力的倾轧。当时权宦吐突承璀则力主立李惲，吐突承璀之所以谋立澧王李惲就是期望在唐宪宗死后获得新的政治资本以继续恩宠富贵，史载“承璀独排群议，属澧王，欲以威权自树”，而王守澄等一派则先发制人拥立唐穆宗为帝，并杀死了吐突承璀及澧王李惲，于是“守澄与中尉马进潭、梁守谦、刘承偕、韦元素等定册立穆宗呈帝”。唐穆宗在位4年，长庆四年正月庚申崩于寝殿。
唐敬宗（824年—826年）是在唐穆宗无嫡子的情况下以其长子身份即位的，在唐代皇位继承中尚属少见。且在唐敬宗即位的过程中当吋的权宦集团的并未直接进行干涉，宦官集团对敬宗继承皇位采取了默认的态度。《旧唐书》、《新唐书》穆、敬二宗本纪于此处均无提及宦官、《旧唐书》、《新唐书》宦者传亦不载宦官关于立唐敬宗之事。唐敬宗之立未受宦官干涉，唐穆宗立时神策将士赏赐颇厚，因其参与了拥立唐穆宗的政变。而唐敬宗之立宰相竟以“御府空虚”为由仅予神策军士每人“絹十匹、钱十千”的象征性的赏赐，可见宦官所控制的神策军没有在唐敬宗的即位中出力，因此宰相才敢大幅削减对神策军的赏赐。故唐敬宗之即位可以看做是唐中期皇位继承的一个特例。
唐敬宗在位2年，于宝历二年十二月为宦官刘克明所弑。刘克明等既弑唐敬宗又欲篡改诏令立絳王李悟，且刘克明等欲借拥立之机排除异己，于是，枢密使王守澄、杨承和、神策军护军中尉魏从简、梁守谦四人商议决定，派禁军前往迎接江王李涵（唐文宗）入宫，并发兵诛刘克明一党，絳王李悟也为乱兵所害。

### 文宗、武宗、宣宗
唐文宗（826年—840年）是韦处厚、宦官王守澄与共同商议后所立。唐文宗并非昏君，《旧唐书》文宗本纪中史臣评价他“恭俭儒雅气”，唐文宗喜读《贞观政要》，把唐太宗当做自己的政治偶像，且即位后勤于政事，故唐文宗即位后开始酝酿剪除宦官的计划。当时由于宦官横行，考官不敢录用在文章中指斥宦官之祸的刘蕡。公元831年，唐文宗用宋申锡为相，密谋诛灭擅权宦官王守澄。但因谋事不密，王守澄先发制人，用亲信郑注等人，诬告宋申锡谋立皇弟漳王李凑，唐文宗竟信以为真，将宋申锡贬为开州司马，一些为宋申锡说话的大臣及宦官马存亮因而或遭到王守澄的报复被排挤，或害怕报复而自请辞职。第一次除宦计划失败，唐文宗不甘心失败，开始着手第二次除宦计划。为不引起宦官的怀疑，擢任因王守澄以进的李训、郑注，二人谙熟宦官内部情况，利用宦官之间的矛盾，采取分化瓦解、各个击破的方针，成功孤立并铲除宦官王守澄，“于是元和逆党略尽矣”。除宦斗争初见成效，但随后便发生甘露之变，文宗遭宦官仇士良软禁，李训、郑注及其余三宰相、御史中丞李孝本、京兆少尹罗立言等众多朝臣被杀，人心惶惶。但新任京兆尹薛元赏敢于对抗仇士良，杖杀神策军将领，仇士良无可奈何。后来宰相从中周旋，昭义军节度使刘从谏表态有发兵清君侧之意，仇士良才有所收敛，文宗君臣也恢复了一部分皇权。
唐武宗（840年—846年）是唐文宗危病之时，宦官仇士良、鱼弘志假称诏令立为皇太弟后所立。仇士良在立唐武宗时重演了王守澄拥立唐穆宗的一幕，宦官集团不同派系的斗争的焦点也凝聚在皇位交替的瞬间，为谋求在新帝即位后凭借拥立之功获得更大的权势，不同宦官集团往往各立一李唐皇子，这已经成权宦集团的惯用伎俩。而胜利者往往通过发动兵变拥立新主即位。唐武宗在位6年，公元846年病重，未及立太子即崩。
唐宣宗（846年—859年）是唐武宗危病之时，诸宦于禁中密定接班人，最后敲定由“宫中皆以为不慧”的光王为最佳人选，假称诏令立为皇太叔后所立。宦官立唐宣宗目的是为了日后易于掌控，不至于出现像文宗朝大规模的反宦运动。可是宦官们打错了如意算盘，有“小太宗”之称的唐宣宗绝非庸主，只是善于迫于形势，隐忍不发，等到大局已定，唐宣宗开始才展现自己的政治才能，令时人颇为惊诧。史载“太叔见百官，哀戚满容；裁决庶务，咸当于理，人始知有隐德焉。”宣宗在位13年，并未册立太子，唐宣宗于立太子一事颇为忌讳，两位宰相曾因建议立太子而遭罢相，后朝臣中再无人敢言立太子之事。

### 懿宗、僖宗、昭宗
唐懿宗（859年—873年）是左神策护军中尉王宗实等以唐宣宗的名义颁布诏书，立为皇太子后所立。唐懿宗即位时二十六岁，可谓正值盛年，本可乘大中之治的統治成果有一番作为，但唐懿宗却是一个昏庸的君主，李唐王朝倾颓之势终于不可逆转。《旧五代史·李振传》记载唐僖宗被拥立系宦官“杀长立幼”的结果；《旧唐书》、《新唐书》懿宗诸子传中均不言长幼，又不载其所终，或为史家曲笔或由史籍亡佚之故，终不可考。然无论后来的唐僖宗之立是否经历这场政变，唐僖宗亦为宦官所立则是不争的事实。
唐僖宗（873年—888年）是唐懿宗危病之时，神策军左军中尉刘行深、右军中尉韩文约所立。唐僖宗即位时年仅十二岁，其政事皆委于宦官田令孜。自己则终日沉湎于与宦官及宗室游乐嬉戏，斗鹅击球。唐僖宗在位期间吏治腐败，民不聊生。875年爆发了席卷全国的王仙芝、黄巢大起义，风雨飘摇的唐朝在安史之乱后又苟延残喘了一百多年，终于敲响了灭亡的丧钟。文德元年三月己亥唐僖宗疾复发，在由谁来继承唐僖宗之位的问题上，朝臣和宦官意见相左，群臣以吉王李保“长而贤”欲立之，无奈宦者典军，“观军容使杨复恭率兵迎寿王（唐昭宗）”，朝官也只好接受，“宰相以下就见之”，唐昭宗之立系宦官杨复恭所为。
唐昭宗（888年—904年）二十二岁即位，史载唐昭宗“体貌明粹，有英气，喜文学”且“有恢复前烈之志气”，但此时的唐帝国已病入膏肓，积重难返。外有强藩为患，内有宦官掣肘。唐昭宗虽“英猷奋发，志愤陵夷，旁求奇杰之才，欲拯论胥之运”，终无法挽回唐运倾颓之势，李唐王朝在唐昭宗的统治下一歩歩走向崩溃的边缘。唐昭宗虽为宦官所立，但不甘心受其控制，即位后立志除患，初期虽于891年驱逐杨复恭，却屡屡受祸，公元900年更被神策军左中尉刘季述废黜幽禁另立皇太子李𥙿为帝，次年才为宰相崔胤所救而复位。同年因崔胤召宣武军节度使朱全忠诛杀宦官，右神策军护军中尉韩全诲又将昭宗劫持到盟友凤翔节度使李茂贞处，朱全忠遂围攻李茂贞。公元903年，李茂贞被迫求和交出昭宗并屠戮宦官。朱全忠纵兵杀宦官数百人于内侍省，对于在外充当监军的宦官，诏所在藩镇捕杀之，仅留地位低微的幼小宦官三十人，作宫内灑扫之用。唐宦官之祸至此终结，然而唐朝也走到了灭亡的尽头。

## 宦官拥立的唐代皇帝
- 十四任皇帝唐憲宗李纯：805年—820年在位，传言为宦官陈弘志所杀，没有明确记载。[6]
- 十五任皇帝唐穆宗李恒：820年—824年在位，为宦官梁守谦等所册立。
- 十六任皇帝唐敬宗李湛：824年—826年在位，为宦官刘克明所杀。刘克明意图拥立皇叔绛王李悟，未果败亡。
- 十七任皇帝唐文宗李昂：826年—840年在位，为宦官王守澄等所册立，在位期间发生“甘露之變”。
- 十八任皇帝唐武宗李炎：840年—846年在位，为宦官仇士良等所册立。
- 十九任皇帝唐宣宗李忱：846年—859年在位，为宦官马元贽等所册立。
- 二十任皇帝唐懿宗李漼：859年—873年在位，为宦官王宗实等所册立。
- 二十一任皇帝唐僖宗李儇：873年—888年在位，为宦官刘行深等所册立。
- 二十二任皇帝唐昭宗李晔：888年—900年、901—904年在位，为宦官杨复恭等所册立。